# Manden der ville redde Saddam
|  | Denne artikel er oprettet af botten PalnaBot ud fra en ekstern database. Den kan derfor have sproglige fejl eller mangler. Denne skabelon kan fjernes efter kontrol af indholdet. |

Manden der ville redde Saddam er en film instrueret af Esteban Uyarra.

## Handling
Team Productions har, som de eneste i verden, dagligt fulgt retssagen mod den irakiske eksdiktator, både i retssalen og i kulisserne. Esteban Uyarra var i Bagdad fra september 2005, hvor han fulgte retssagen mod Saddam Hussein bag kulisserne og frem til henrettelsen af Saddam. Det er historieskrivning for åben skærm og filmen giver et enestående indblik i dommernes, anklagernes og forsvarernes omfattende arbejde, deres overvejelser og strategier, sejrene og nederlagene undervejs.